# Sardegna Arena
Sardegna Arena – stadion piłkarski znajdujący się w mieście Cagliari we Włoszech.
Swoje mecze rozgrywa na nim zespół Cagliari Calcio. Jego pojemność wynosi 16 233 miejsc.